# Сан Чиприано д'Аверса
Сан Чиприа̀но д'Авѐрса (на италиански: San Cipriano d'Aversa) е град и община в Южна Италия, провинция Казерта, регион Кампания. Разположен е на 68 m надморска височина. Населението на общината е 13 085 души (към 2010 г.).